# Rainer Károly
Rainer Károly, teljes születési nevén Rainer Károly Béla (Szeged, 1875. június 6. – Budapest, Erzsébetváros, 1951. május 16.) magyar építész.

## Életrajza
Rainer Károly asztalos és Pfeilschifter Anna fiaként született. 1897-ben kapta oklevelét a Magyar Királyi József Műegyetemen, gyakorlatot Czigler Győző és Hauszmann Alajos műtermében szerzett. 1904-ben Aigner Sándorral közösen nyerte meg a szegedi Szent Rókus-plébániatemplom tervpályázatát. 1906-ban már önálló tervezőirodát nyitott. Főbb művei Budapesten a volt Haris-bazár (Petőfi Sándor u. 8.), a volt Hazai Bank épülete (Harmincad u. 6.), a Keleti Károly utcai ún. Majláth-bérházcsoport, számos bérház és villa. Az ő tervei alapján épült a temesvári Timişana bank szék- és bérháza valamint a nagyszebeni Európa Szálló. Halálát agyvérzés, agyguta okozta.
Felesége Faltai Erzsébet (1869–1953) volt, Fried Nándor és Márkus Erzsébet lánya, akit 1915. február 7-én Budapesten, a Józsefvárosban vett nőül.

## Ismert épületei
- 1908: Hazai Bank Rt. székháza (1948-tól 2019-ig Nagy-Britannia és Észak-írország Egyesült Királysága Nagykövetsége Budapesten), Budapest, Harmincad utca 6.[6]
- 1909–1910: székesfővárosi kislakásos bérház, Budapest, Alföldi u. 16. (épült Bárczy István kislakás- és iskolaépítési programja keretében)[7][8]
- 1910: Mocsonyi-ház, Budapest, József Attila utca 18.[9]
- 1910: lakóház, Budapest, Móricz Zsigmond körtér 18.[10]
- 1910: lakóház, Budapest, Erzsébet tér 5.[11]
- 1911: Luczenbacher bérház (I.), Budapest, Budapest, Haris köz 1-5.[12]
- 1911: Luczenbacher bérház (II.), Budapest, Haris köz 2-6.[13]
- 1911–1912: Ellinger-Lyka-bérház, Budapest, Régi Posta utca 11.[14]
- 1912: Cziráky udvar, Budapest, Erzsébet tér 3.[15]
- 1912: a Hazai Bank Rt. Bérháza, Budapest, Erzsébet tér 5.[16]
- 1912: Haris-bazár, Budapest, Váci utca 30.[17]
- 1913–1914: lakóház, Budapest, Dohány utca 58-62.[18][19]
- 1927–1928: lakóépület, Budapest, Corvin köz[20]
- 1928–1929: Mailáth-házak, Budapest, Keleti Károly utca 9.[21]
- ?: Timișiana Takarék- és Hitelintézet Rt., Temesvár[22][23]
- ?: Európa Szálló, Nagyszeben[23]

### Tervben maradt épületek
- 1903: Fogadalmi templom, Szeged (Aigner Sándorral közös terv)[24]
- 1906: A Földművelésügyi Minisztérium átalakítása, Budapest[25][26]
- 1906: Törvénykezési Palota, Beregszász[27]
- 1907: Erzsébetvárosi Igazságügyi Palota, Budapest[28]
- 1907: Modern bérház, Budapest, Erzsébet tér[29]
- 1907?: Belvárosi Takarékpénztár (Párisi udvar), Budapest, Ferenciek tere[30]
- 1910: Pest Vidéki Törvényszék, Budapest[31]
- ?: Zálogház, Budapest (Müller Miksával közösen)[32]
- ?: Kaszinó, Kassa (Müller Miksával közösen)[32]

## Képtár

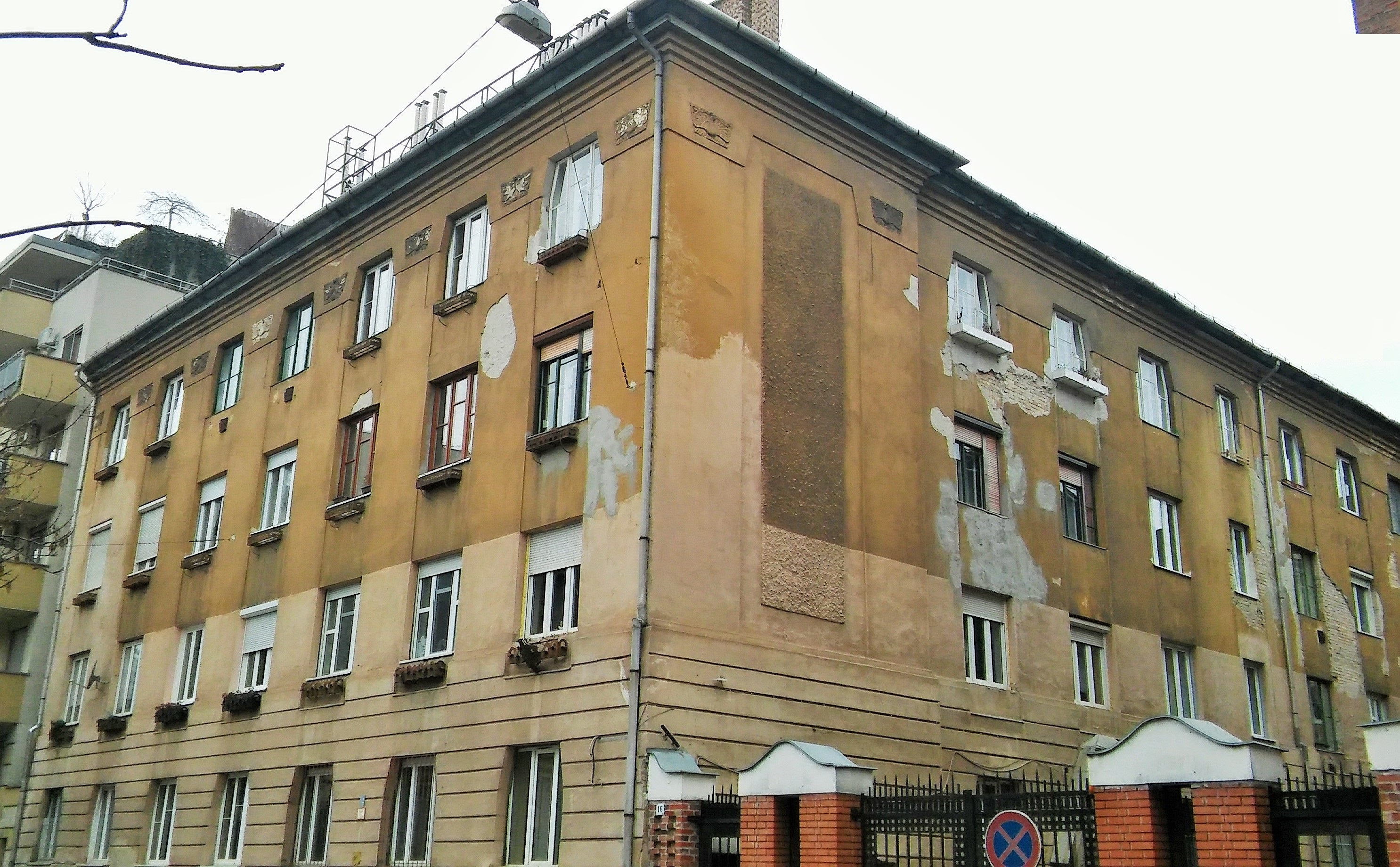
Székesfővárosi kislakásos bérház
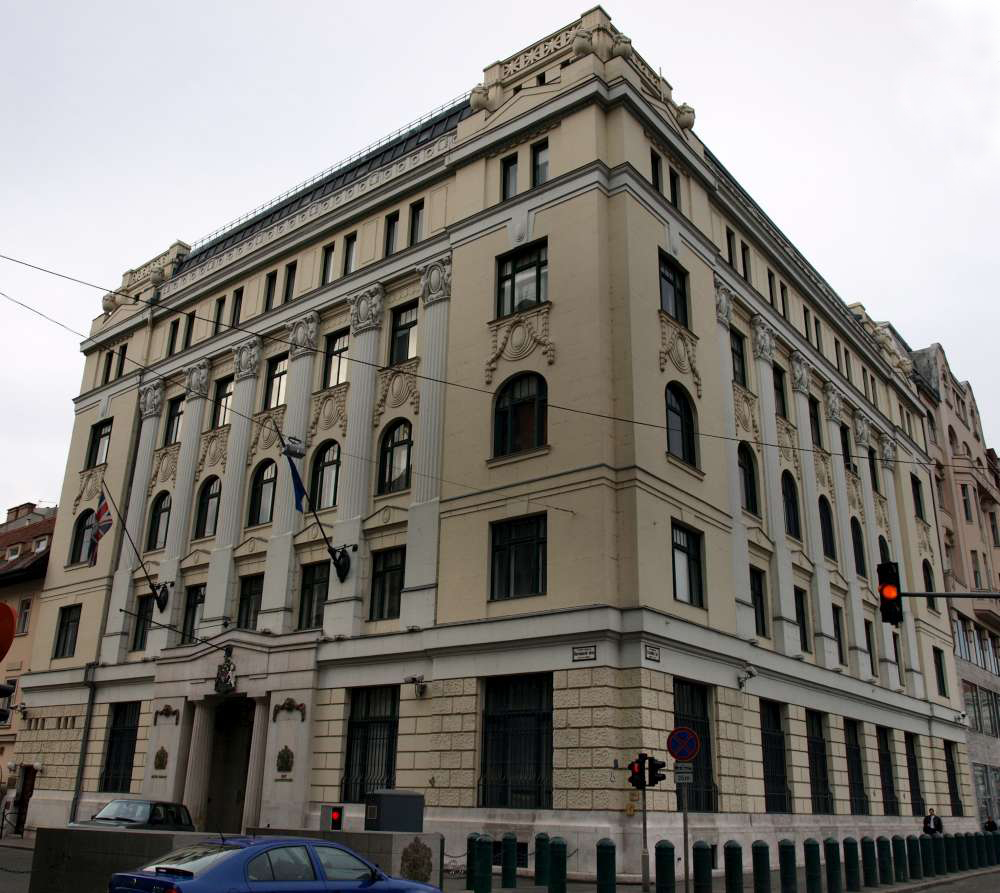
Hazai Bank Rt. székháza
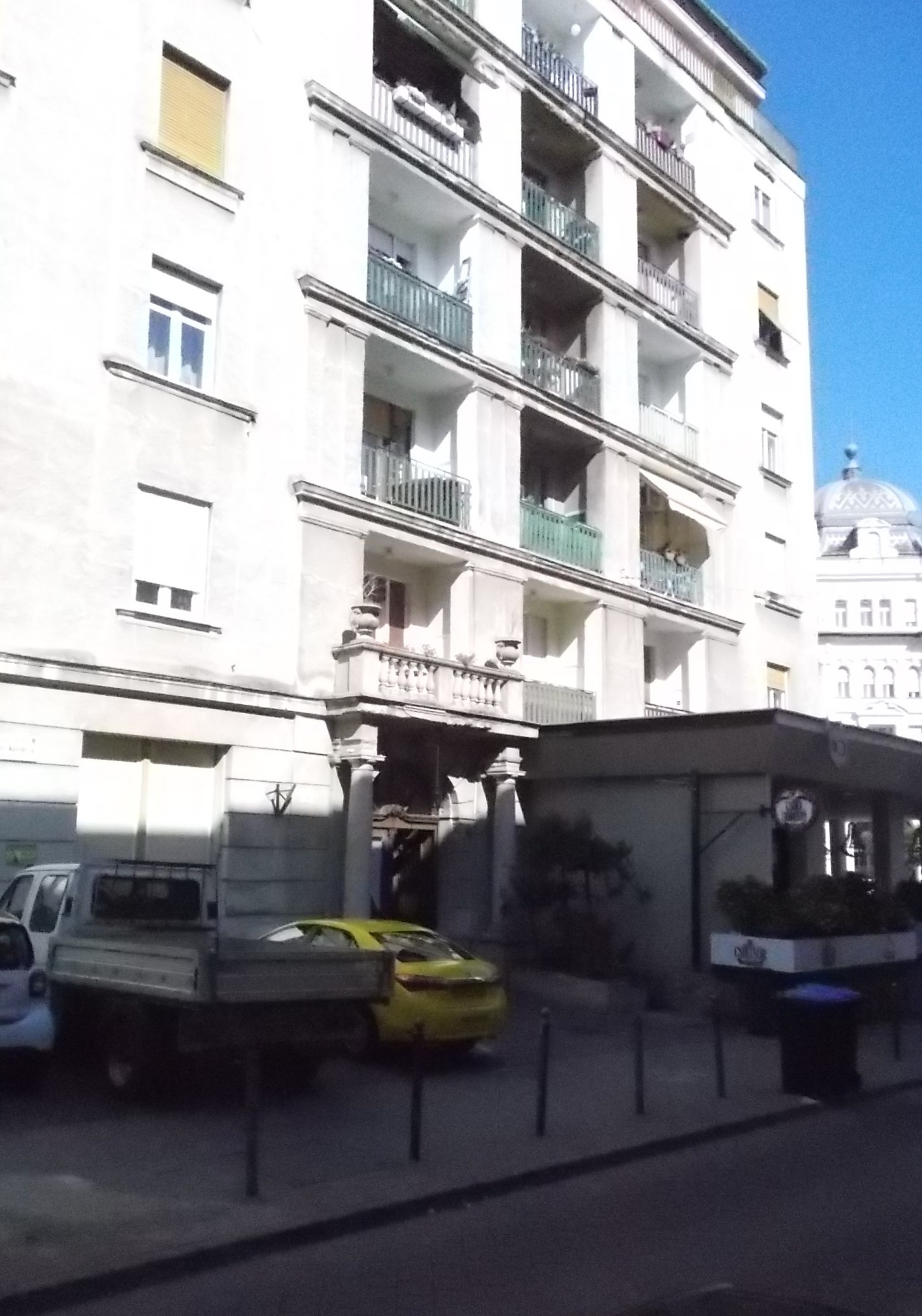
Mailáth-házak